# Mine de Gaths
La mine de Gaths est une mine d'amiante à ciel ouvert située au Zimbabwe. La mine de Gaths est constituée de trois sites exploitations miniers : King, Temeraire et Gaths.